# Ulrike Holzner
Ulrike Holzner (n. 18 septembrie 1968, Mainz, Germania) este o fostă atletă și boberă germană, medaliată olimpică. A participat la o ediție a Jocurilor Olimpice de iarnă (2002) în care a câștigat o medalie de argint.

## Participări
Lista de mai jos prezintă principalele competiții la care a participat Ulrike Holzner de-a lungul carierei.
- bobsleigh at the 2002 Winter Olympics – two-woman[*]